# Revista Latino-Americana de Direitos da Natureza e dos Animais
A Revista Latino-Americana de Direitos da Natureza e dos Animais é um periódico científico editado pela Universidade Católica do Salvador (UCSAL) em parceria com a Associação Latino-Americana de Direito Animal (ALDA).
Publicada desde seu lançamento em 2018, ela está indexada em vários indexadores como Latindex e Diadorim.
Ela se destaca como um dos poucos periódicos especializados em direitos da natureza e em direito animal na América Latina, publicando artigos submetidos à dupla revisão cega por pares e trabalhos premiados em eventos científicos dessas temáticas.